# نجيل ماغنيسي
نجيل ماغنيسي (الاسم العلمي:Cynodon magennisii) هو نوع هجين من النباتات يتبع جنس النجيل من الفصيلة النجيلية.